# Station Krajenka
Station Krajenka is een spoorwegstation in de Poolse plaats Krajenka.